# Венді Ріхтер
Вікторія «Венді» Ріхтер (англ. Wendi Richter; народилася 8 вересня 1960 року) — американська колишня професійна реслерка. Вона розпочала свою професійну кар'єру реслера у таких компаніях, як Національний Альянс Реслінгу (NWA), де вона працювала в команді з Джойс Грейбл, з якою двічі вигравала Командне Жіноче Чемпіонство Світу NWA. У 1980-х роках вона приєдналася до Всесвітньої Федерації Реслінгу (WWF). Двічі ставала Жіночою Чемпіонкою WWF і ворогувала з Неймовірною Мулою за цей титул. Вона також брала участь у сюжетній лінії зі співачкою Сінді Лопер під назвою «Зв'язок рок-н-ролу та реслінгу». Однак Ріхтер покинула WWF після суперечливого програшу титулу чемпіонки. Потім вона працювала у Всесвітній Раді Реслінгу (WWC) та Американській Асоціації Реслінгу (AWA), де завоювала жіночі титули обох компаній.